# Avenida Samdu
A Avenida SAMDU é uma avenida localizada em Taguatinga, no Distrito Federal. Corre paralelamente à Avenida Comercial .
É uma das principais avenidas da cidade.
Possui três faixas, sem canteiro central, sendo uma pista estreita e reta. A avenida atravessa longitudinalmente a cidade no sentido sul-norte, sendo comum as duas partes serem denominadas "Samdu Norte" e "Samdu Sul". A Samdu Norte, onde concentram-se muitas lojas de móveis usados, começa na na Av hélio Prates entre a QI 02 e a QNE 35 e vai até o centro, entre a QNC 01 e a C 11, onde chega ao viaduto na altura da DF-085; após o viaduto, passa a ser a Samdu Sul, entre a C 12 e a QSC, até o final da QSC e a QSB, na altura da Igreja Nossa Senhora de Fátima. Pelo Plano Diretor Local de Taguatinga (PDLT), a Samdu se estende também entre as quadras QSD e QSE, até a Estação Taguatinga Sul. A Samdu é uma via de mão-dupla da Estação de Taguatinga Sul até a altura da Igreja Nossa Senhora de Fátima e a partir daí torna-se mão única no sentido norte, até o seu encontro com a Avenida Hélio Prates.

## Origem do nome
O termo "Samdu" vem do antigo "Serviço de Assistência Médica Domiciliar de Urgência" S.A.M.D.U, localizado no início da avenida e que deu origem ao nome. Entretanto, por desconhecimento da origem, seu nome tem sido grafado ao longo dos anos de diversas maneiras, inclusive em documentos oficiais, como "Samdú", "Sandu" e "Sandú".